# Mojosari (Kepoh Baru)
Mojosari is een bestuurslaag in het regentschap Bojonegoro van de provincie Oost-Java, Indonesië. Mojosari telt 1159 inwoners (volkstelling 2010).